# Kloster Daphni

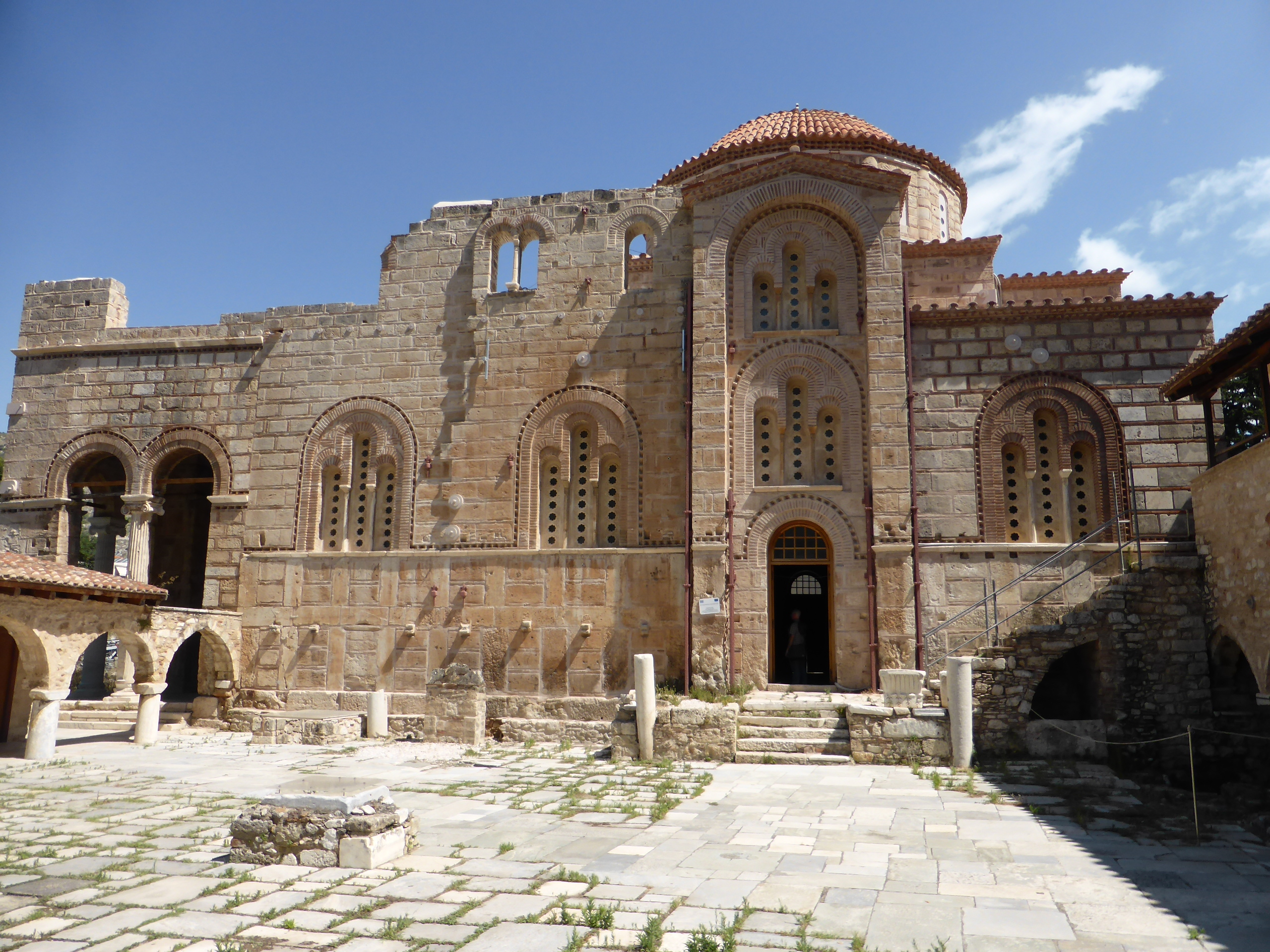
Kloster Daphni, Innenhof (2017)

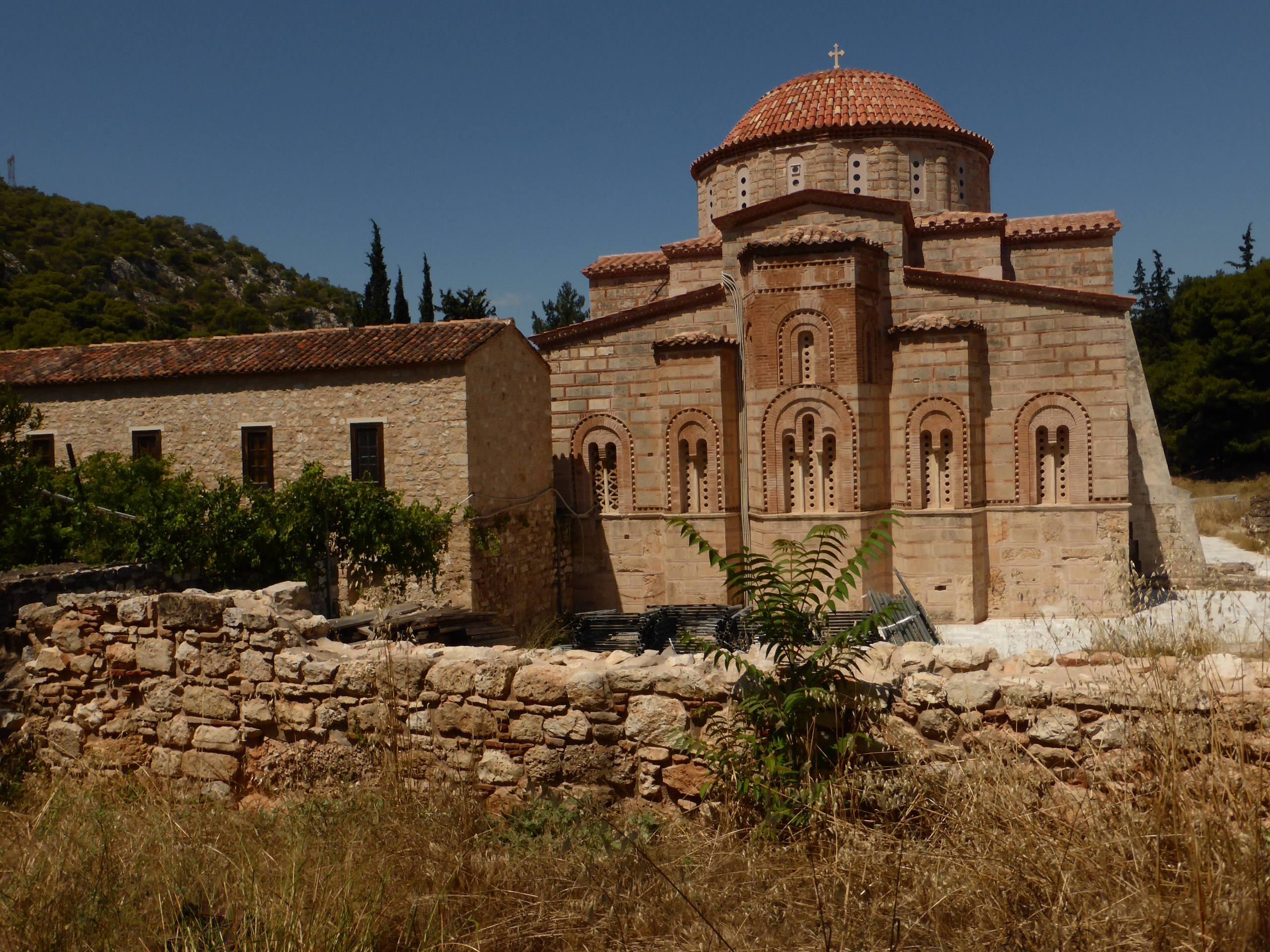
Kloster Daphni, Außenansicht (2017)

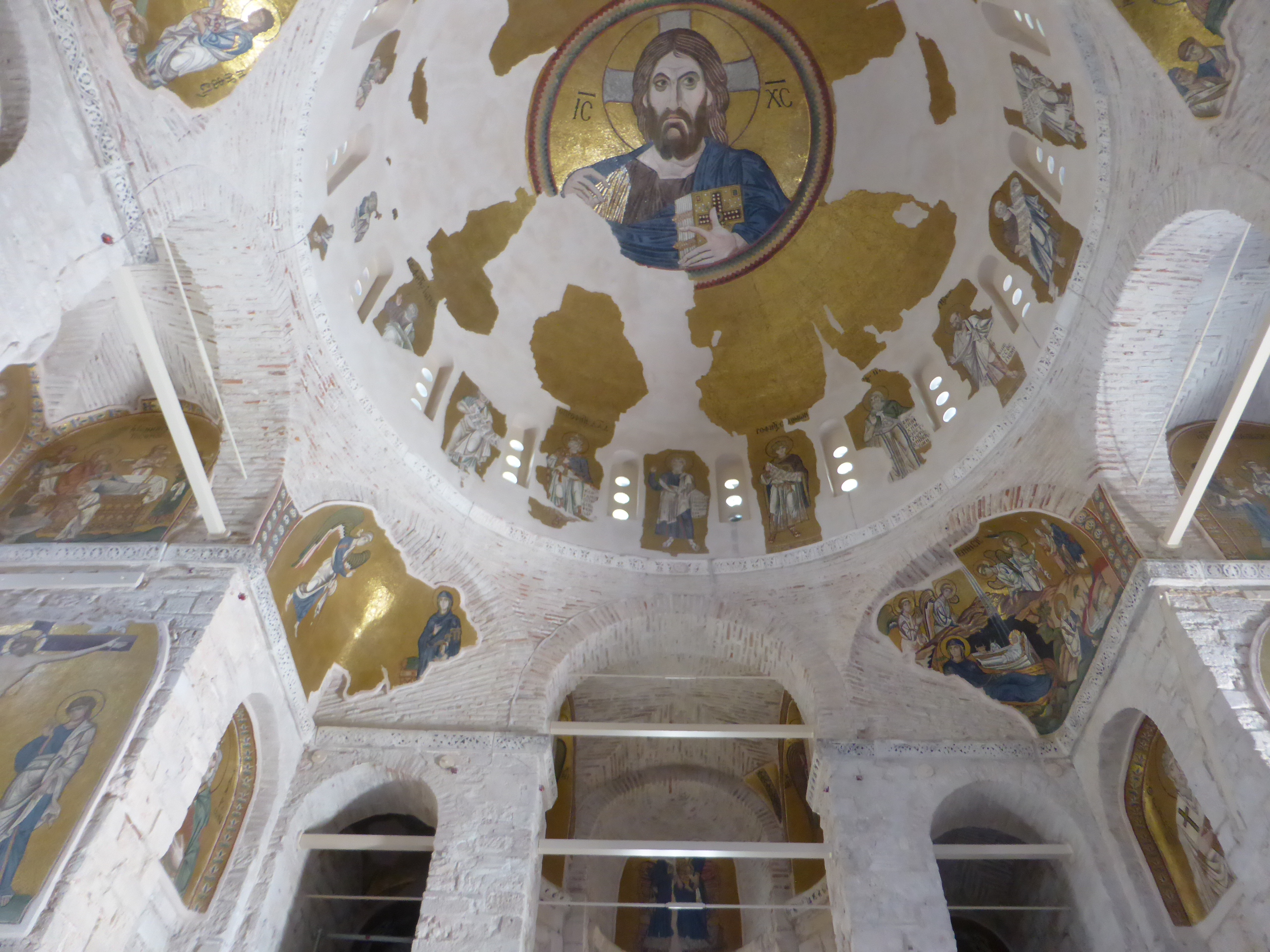
Mosaiken, im Zentrum der Kuppel: Christus Pantokrator

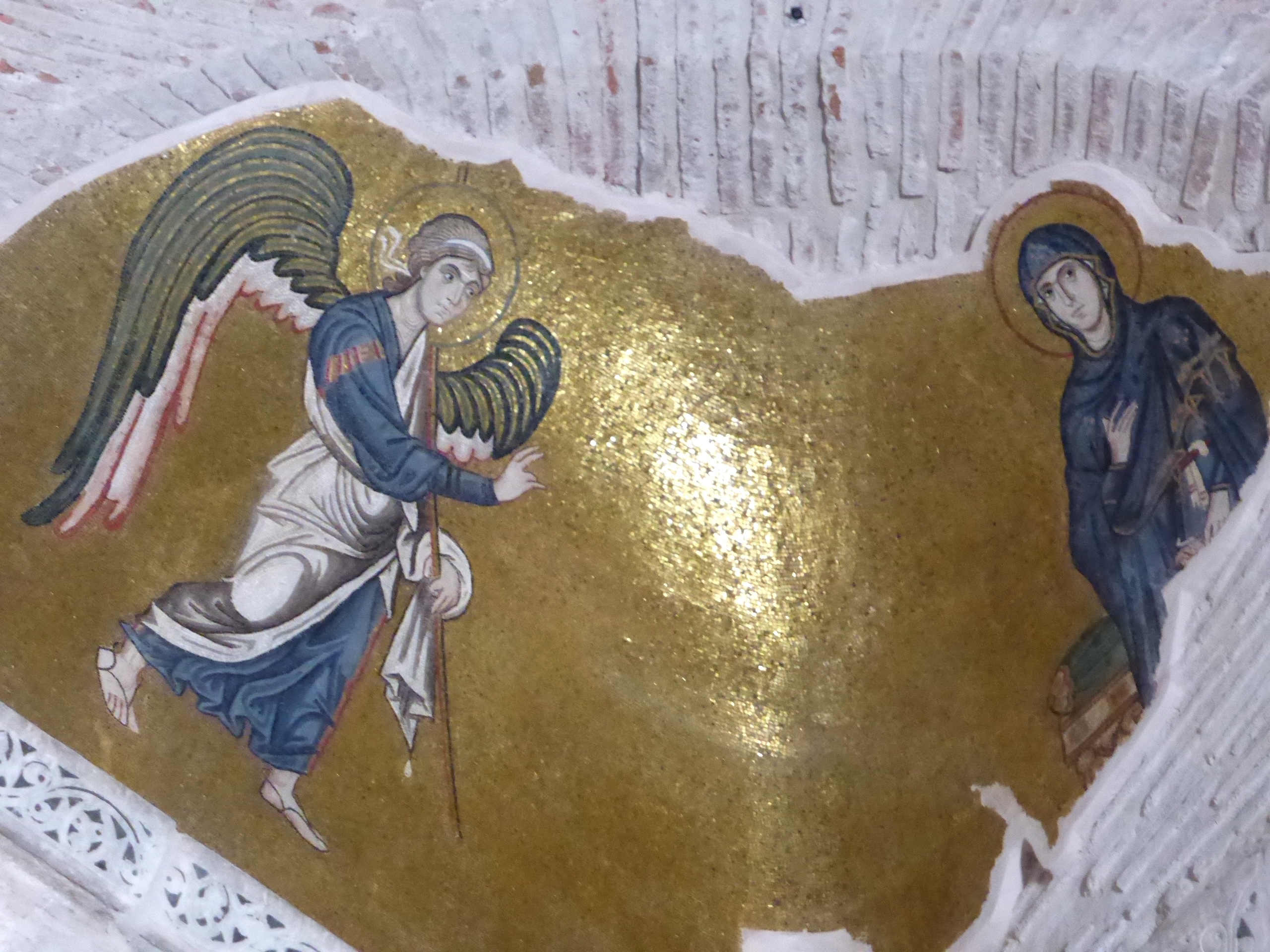
Mosaik: Verkündigung der Geburt Christi

Das Kloster Daphni, auch Dafni geschrieben, (griechisch Μονή Δαφνίου Moní Dafníou) bei Athen gehört zusammen mit den Klöstern Hosios Lukas bei Delphi und Nea Moni auf Chios zu den drei wichtigsten byzantinischen Sakralbauten des 11. Jahrhunderts in Griechenland. Es befindet sich neun Kilometer westnordwestlich des Stadtzentrums von Athen an einem niedrigen Pass durch das Egaleo-Gebirge bei dem zur Gemeinde Chaidari gehörenden Vorort Dafni. Es ist insbesondere für seine Mosaiken bekannt und seit 1990 UNESCO-Welterbe.
Der Name „Daphni“ (altgriechisch δάφνη daphnē) bedeutet ‚Lorbeer‘, die heilige Pflanze des Gottes Apollon.

## Geschichte
In der Antike stand an der Stelle des Klosters vermutlich ein antikes Heiligtum des Gottes Apollon. Im 5. Jahrhundert wurde an diesem Ort eine frühchristliche Kirche erbaut, die um 1080 durch die heutige Anlage ersetzt wurde. 1206 wurde sie in der Folge des Vierten Kreuzzugs von Otto de la Roche, Großherr von Theben und Athen, dem Zisterzienserorden übergeben, genauer Mönchen des Klosters Bellevaux, das sein Urgroßvater in der Franche-Comté gegründet hatte. Dies war Teil des Vorhabens von Otto, ein lateinisches Kirchensystem in seiner Herrschaft einzuführen, ebenso wie sein Familienkloster. Die Zisterzienser blieben bis 1458 (siehe Zisterzienserkloster Daphni).
Seit dem Beginn der türkischen Besetzung Athens 1458 war das Kloster wieder von orthodoxen Mönchen bewohnt, welche bis 1821 große Beiträge zum nationalen Befreiungskampf leisteten. Das Kloster Daphni verfiel jedoch und wurde 1821 noch unter osmanischer Verwaltung aufgelöst.
Im 19. Jahrhundert beherbergte die Anlage für kurze Zeit ein Sanatorium.
Die Klosteranlage wurde 1990 in die Liste des Weltkulturerbes der UNESCO aufgenommen. 1999 wurde sie bei einem Erdbeben schwer beschädigt und wird seitdem einer langwierigen Renovierung unterzogen. Seit dem 15. Oktober 2008 ist zumindest der Klosterhof wieder zugänglich.
Beim Kloster findet alljährlich im Herbst ein bei Touristen beliebtes Weinfest statt, wo der süße Mavrodafni verkostet werden kann.

## Mosaiken
In der Kirche hat sich einer der bedeutendsten byzantinischen Mosaikzyklen des 11. Jahrhunderts erhalten. Die szenischen Darstellungen gehören zu einem Festtagszyklus. Die Mitte der Kuppel nimmt ein Bild des Christus Pantokrator ein, in der Zone darunter zwischen den Fenstern befinden sich stehende Propheten. Die Penditifs zeigen die Verkündigung an Maria, Christi Geburt, die Taufe Christi und die Verklärung Christi. Im nördlichen Kreuzarm findet sich die Geburt Mariae, der Einzug in Jerusalem, die Kreuzigung Christi und die Begegnung mit dem ungläubigen Thomas, im südlichen Kreuzarm die Anbetung der Magier und die Anastasis, an der Westwand des Naos sind noch Reste der Koimesis erhalten.
Im Narthex befinden sich das Gebet von Joachim und Anna, Mariae Tempelgang, die Fußwaschung, Reste der Abendmahlsdarstellung und der Verrat des Judas.